# Большой голубой турако
Большой голубой турако (лат. Corythaeola cristata) — тропическая птица из семейства тураковых. Единственный представитель своего рода и самый крупный представитель семейства.

## Описание
Большой голубой турако длиной 70—76 см, вес составляет от 800 до 1 200 г. У него длинный хвост и короткие, округлые крылья. Широкий, прямой хохол постоянно поднят. Оперение верхней части тела синее, нижняя часть тела красного и жёлтого окраса.
Голос: (слушать аудиофайл).

## Распространение
Большой голубой турако населяет опушки низменных лесов, тугайные и горные леса, островки леса в саванне Западной и Центральной Африки.

## Образ жизни
Птица летает плохо, чаще прыгает с ветки на ветку. Питается преимущественно плодами, а также беспозвоночными. Это робкая птица, живущая в стае. Иногда птицы кричат хором в течение нескольких минут. Хор начинается с жалобных призывов, затем идут короткие звуки «кок-кок» и завершается всё более глубокими, вибрирующими призывами.

## Размножение
Гнездо — тонкая платформа из сухих веток — строится высоко на деревьях. В кладке обычно два яйца, редко одно или три. Насиживают кладку обе родительские птицы. Инкубационный период продолжается 29—31 день. Птенцов кормят оба родителя. У молодых птиц на крыльях имеются маленькие когти, при помощи которых они лазают в кроне дерева. В возрасте от 24 до 26 дней молодые птицы становятся самостоятельными.

## Галерея

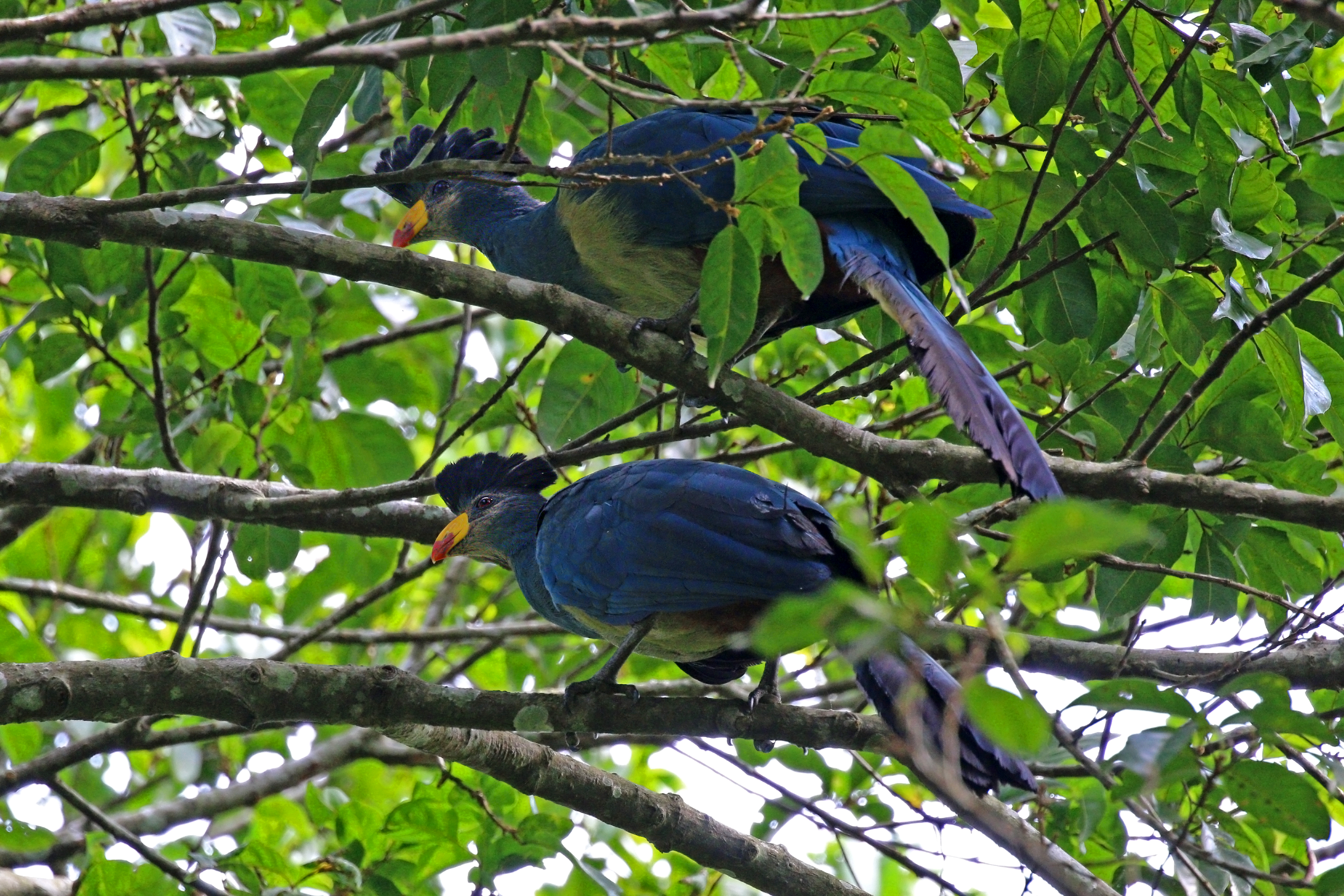
Пара турако в национальном парке Кибале
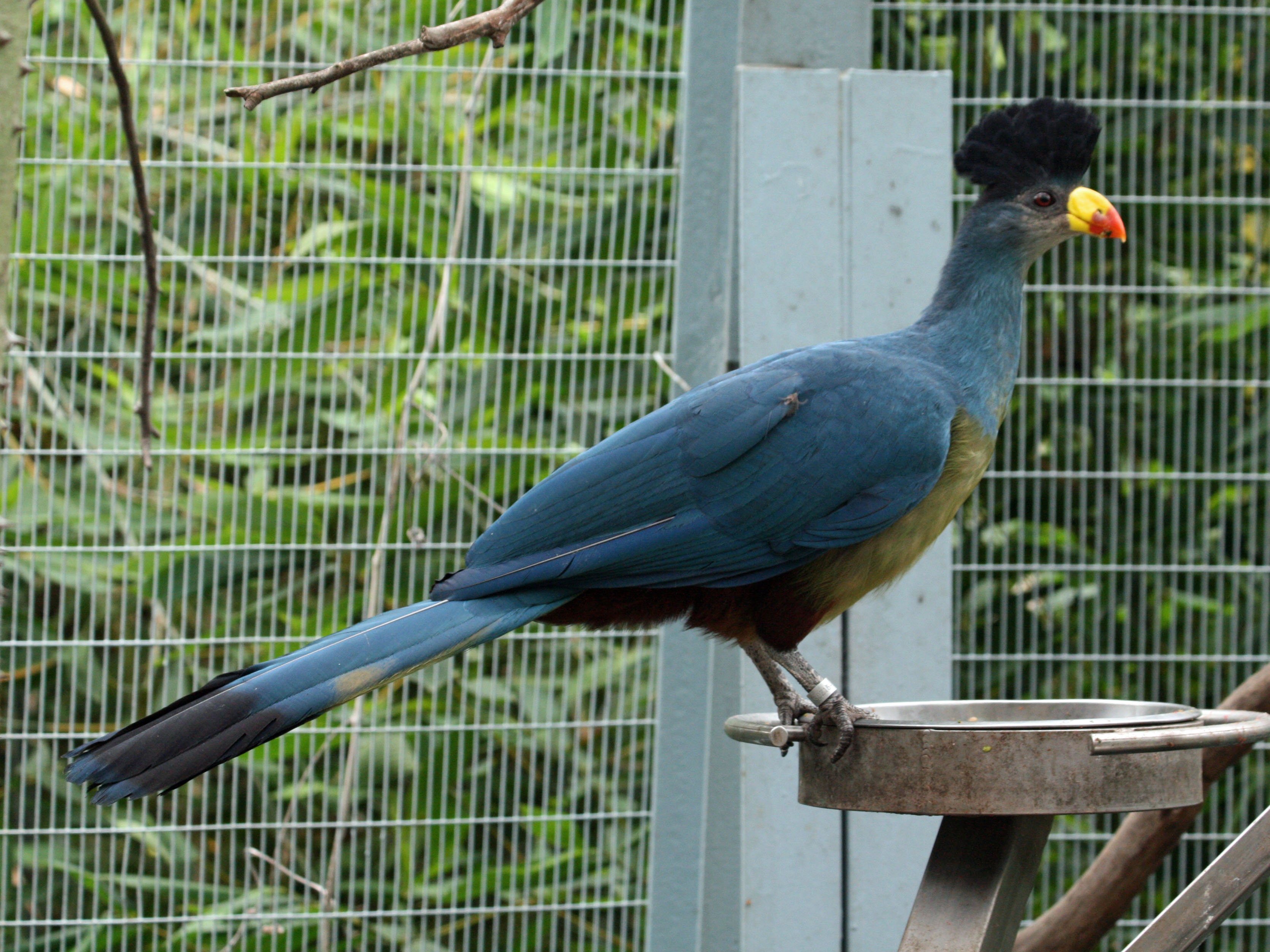
В зоопарке Сан-Диего (США)
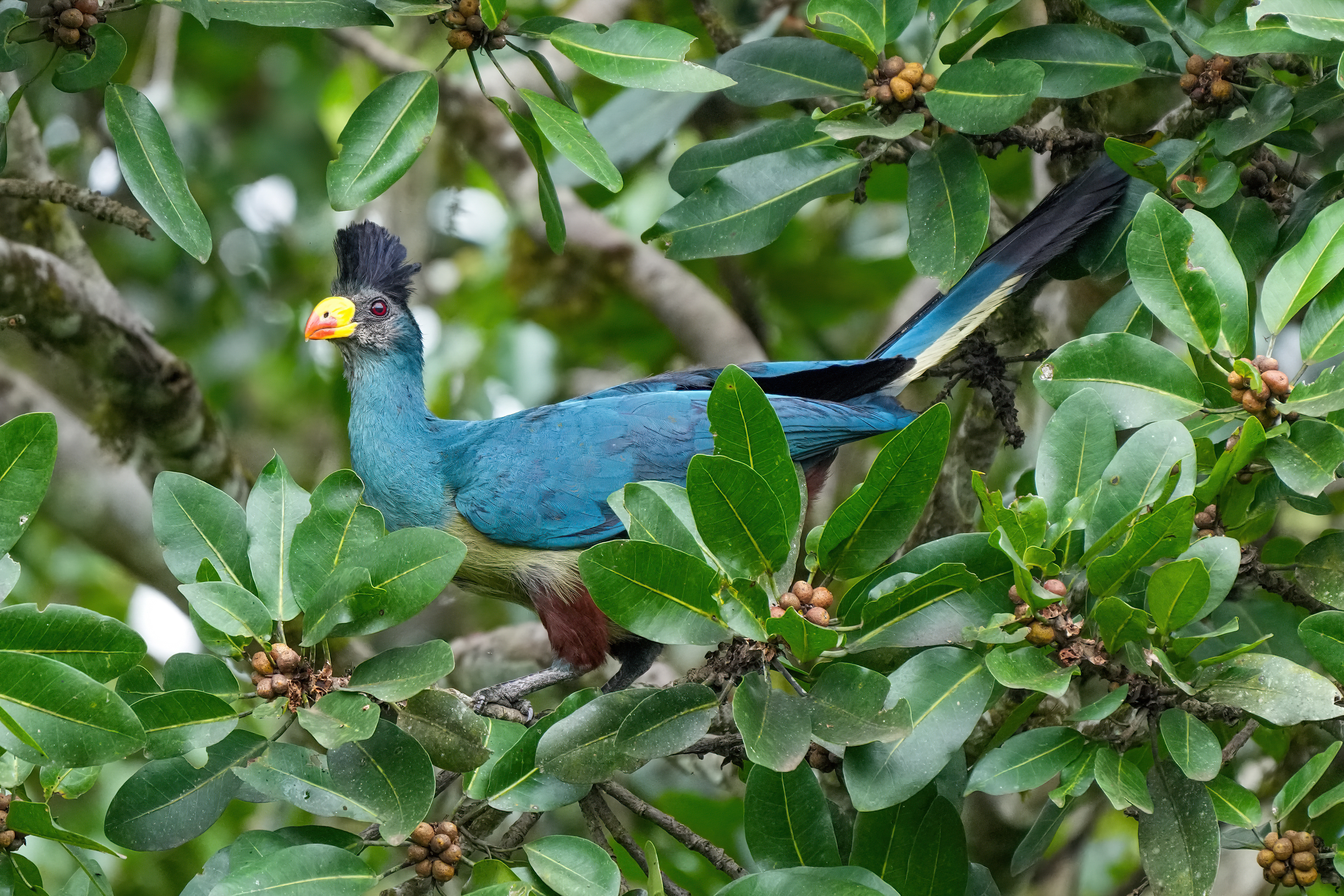
Турако в листве дерева
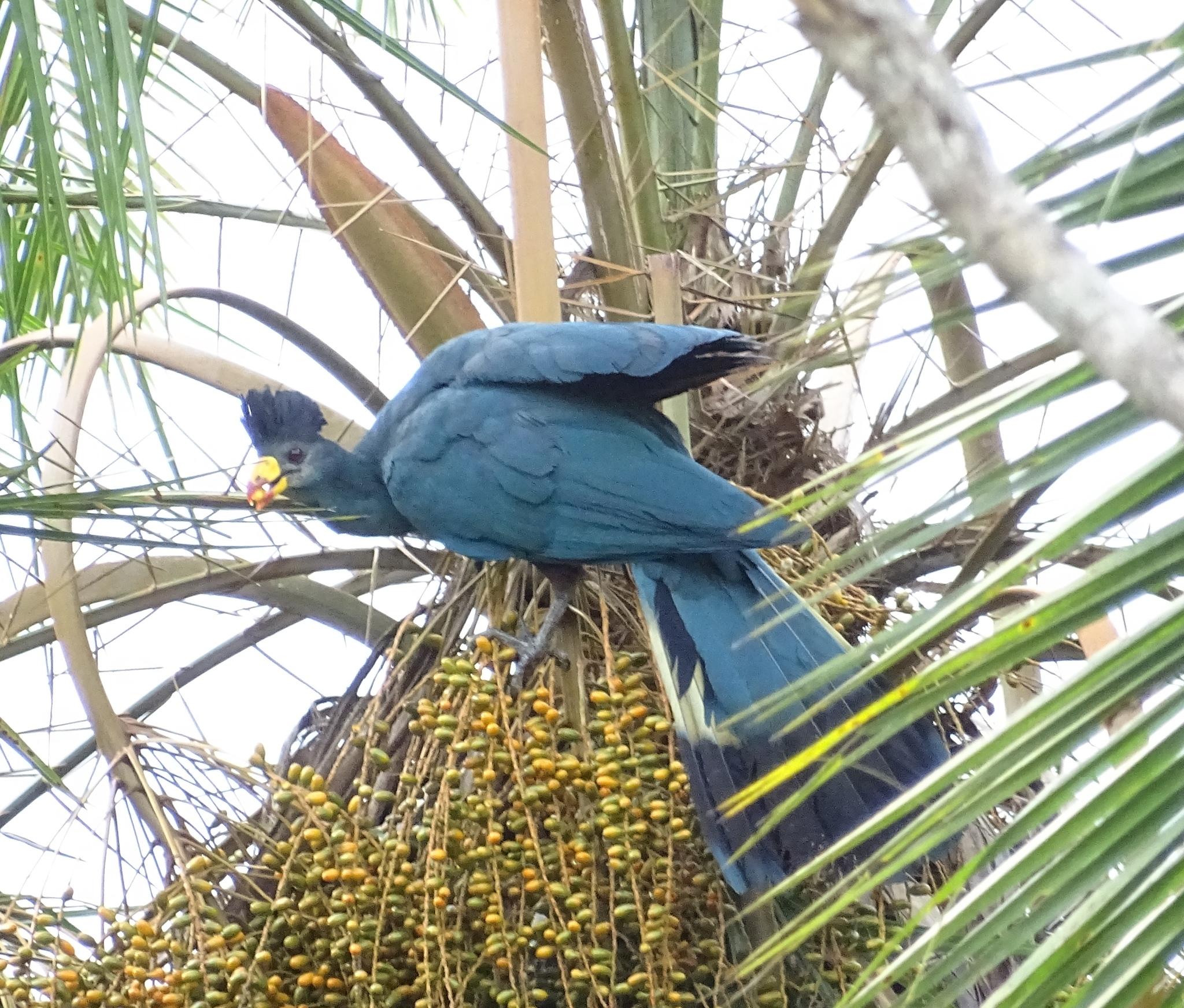
Кормящийся турако